# Kościół Matki Bożej Różańcowej i św. Stanisława Biskupa w Drobinie
Kościół Matki Bożej Różańcowej i świętego Stanisława Biskupa w Drobinie – rzymskokatolicki kościół parafialny znajdujący się w mieście Drobin, w województwie mazowieckim. Należy do dekanatu raciążskiego diecezji płockiej.

## Historia i architektura

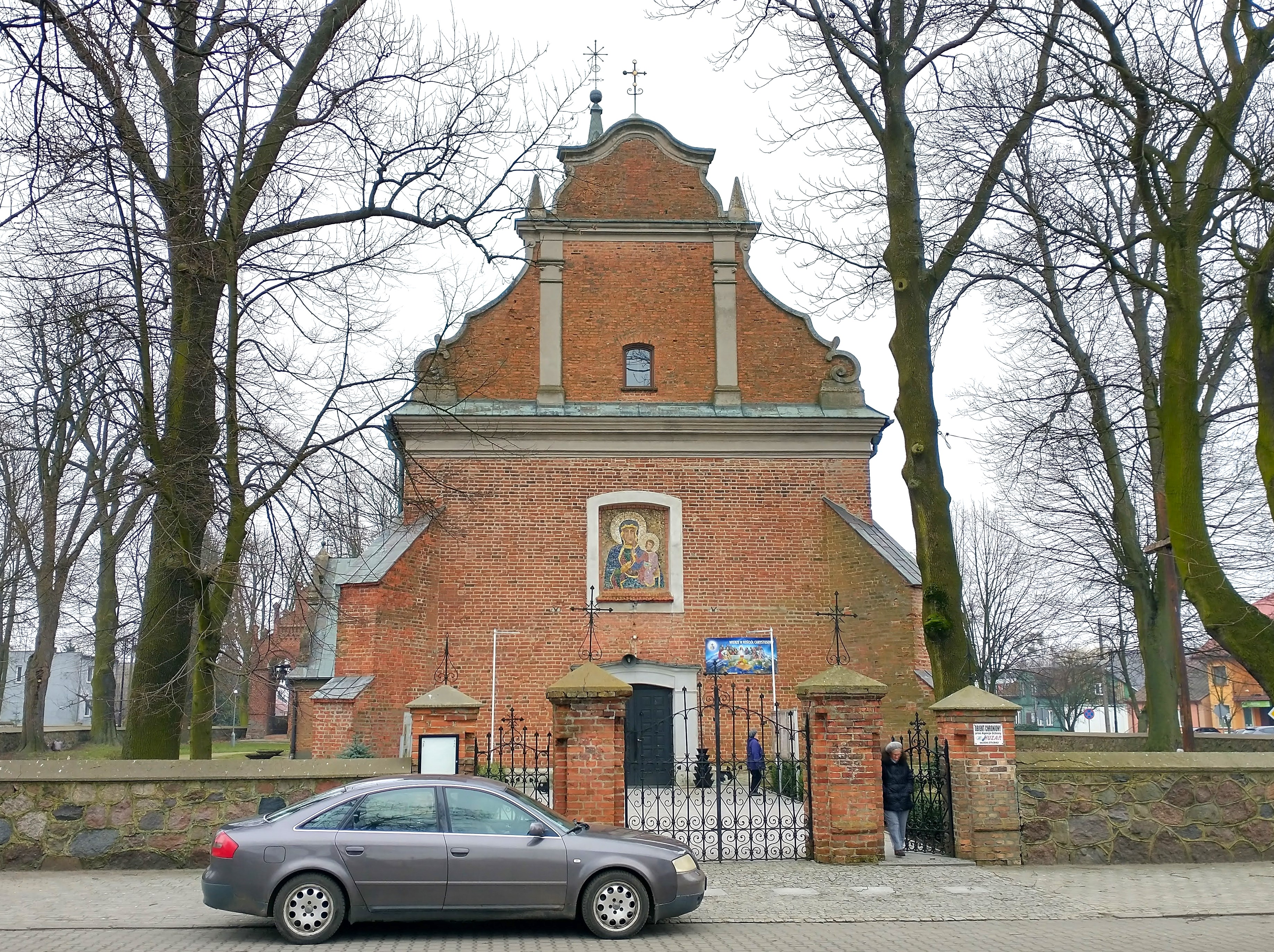
Elewacja wejściowa

Budowa świątyni została rozpoczęta około 1477 roku przez Ninogniewa z Kryska, wojewodę płockiego, a zakończona została przez jego syna Ninogniewa II Kryskiego, także wojewodę płockiego w 1507 roku. W 1536 roku kościół został spalony. Odbudowany został dzięki staraniom Pawła Kryskiego, wojewodzica mazowieckiego przed 1543 rokiem. W 1597 roku budowla została konsekrowana. W połowie XVII wieku, w czasie wojen szwedzkich, uległa zniszczeniu, następnie została odbudowana. Na początku XVIII wieku stan techniczny świątyni uległ pogorszeniu. W 1740 roku kościół został wyremontowany. Około 1770 roku dach uległ zawaleniu, natomiast ściany boczne zostały zniszczone. Świątynia została odbudowana po 1775 roku, zapewne około 1780 roku, pod kierunkiem mistrza murarskiego Wojciecha Szklanowskiego z Włocławka, dzięki staraniom i kosztem ówczesnego proboszcza Ignacego Gozdawy Małowieskiego. W tym czasie została rozebrana wieża kościelna. W 1902 roku został ozłocony krzyż. W 1903 roku została zamurowana wieża i loża w świątyni. Na jej miejscu został powieszony obraz Opatrzności Bożej. W 1904 roku świątynia została gruntownie odrestaurowana: zostały zbudowane szczyty budowli, kruchta i kaplica. We wrześniu 1939 roku, podczas nalotów został uszkodzony dach. Naprawiono go w 1945 roku.
Do wyposażenia świątyni należą: nagrobek rodziny Kryskich z XVI wieku, a także barokowa monstrancja wykonana na przełomie XVII i XVIII wieku, kilka barokowych kielichów, dwa relikwiarze, dwa późnogotyckie krucyfiksy z XVI stulecia i kilka obrazów: św. Stanisława Biskupa ze znakiem Xawerego Pillatiego, Serca Jezusa pędzla Kazimierza Alchamowicza, Św. Praksedy, namalowanego zapewne przez Antoniego Jabłońskiego – obraz pochodzi z poprzedniego kościoła, Przemienienia Pańskiego – kopia wzorowana na Rafaelu i Św. Stanisława Kostki – obraz znajdował się wcześniej w kaplicy domowej Kryskich.

## Galeria

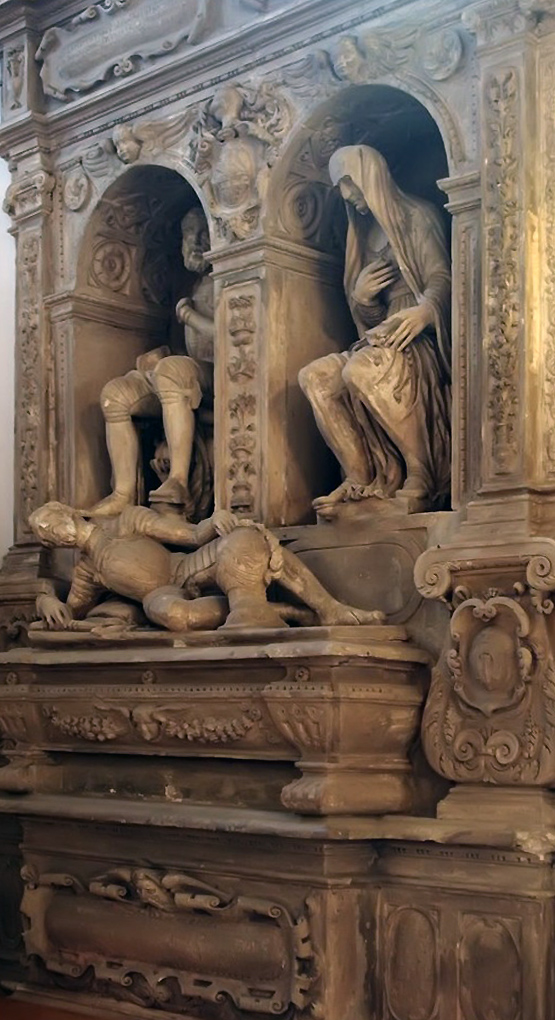
Nagrobek rodziny Kryskich
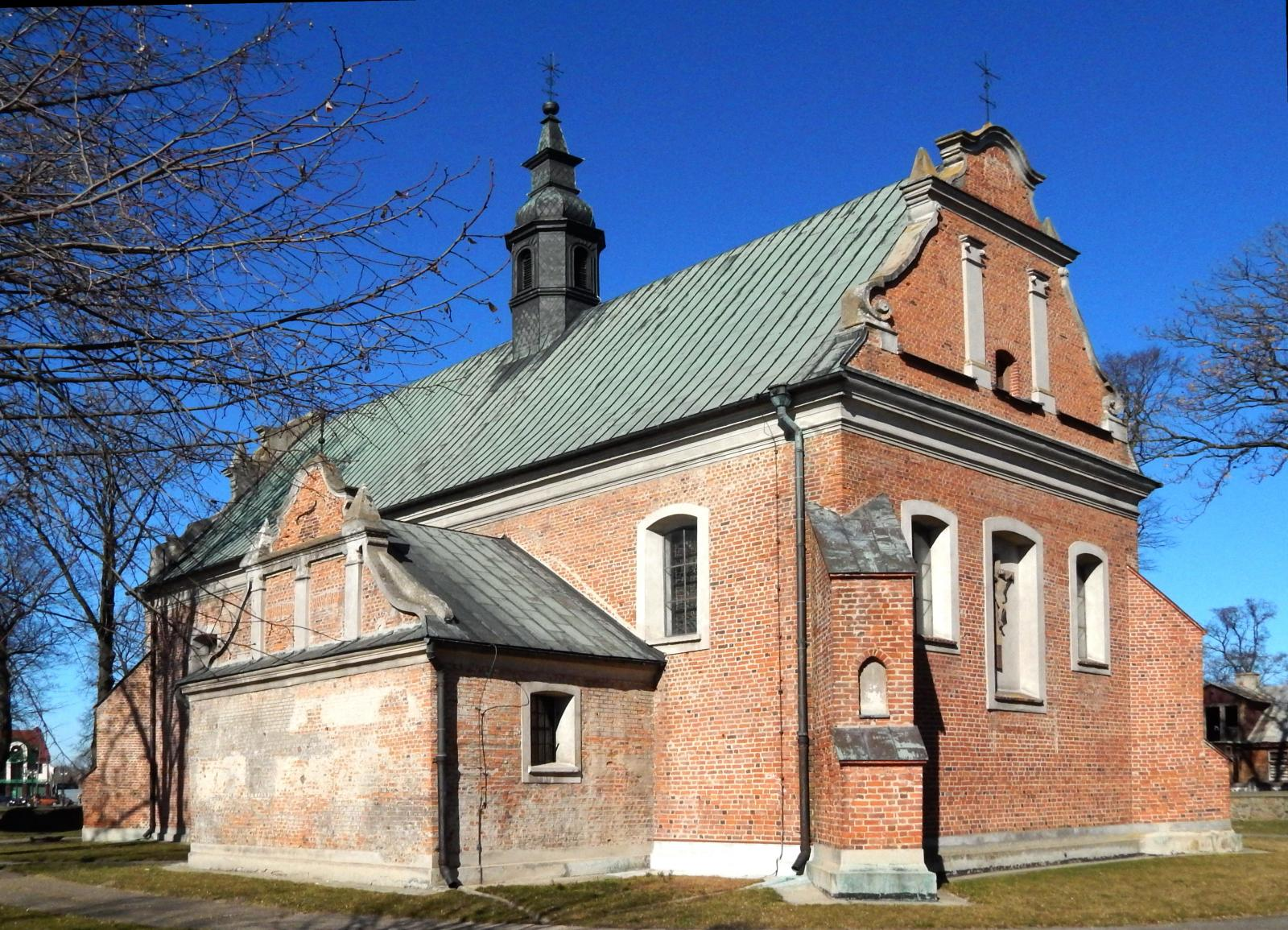
Widok od prezbiterium
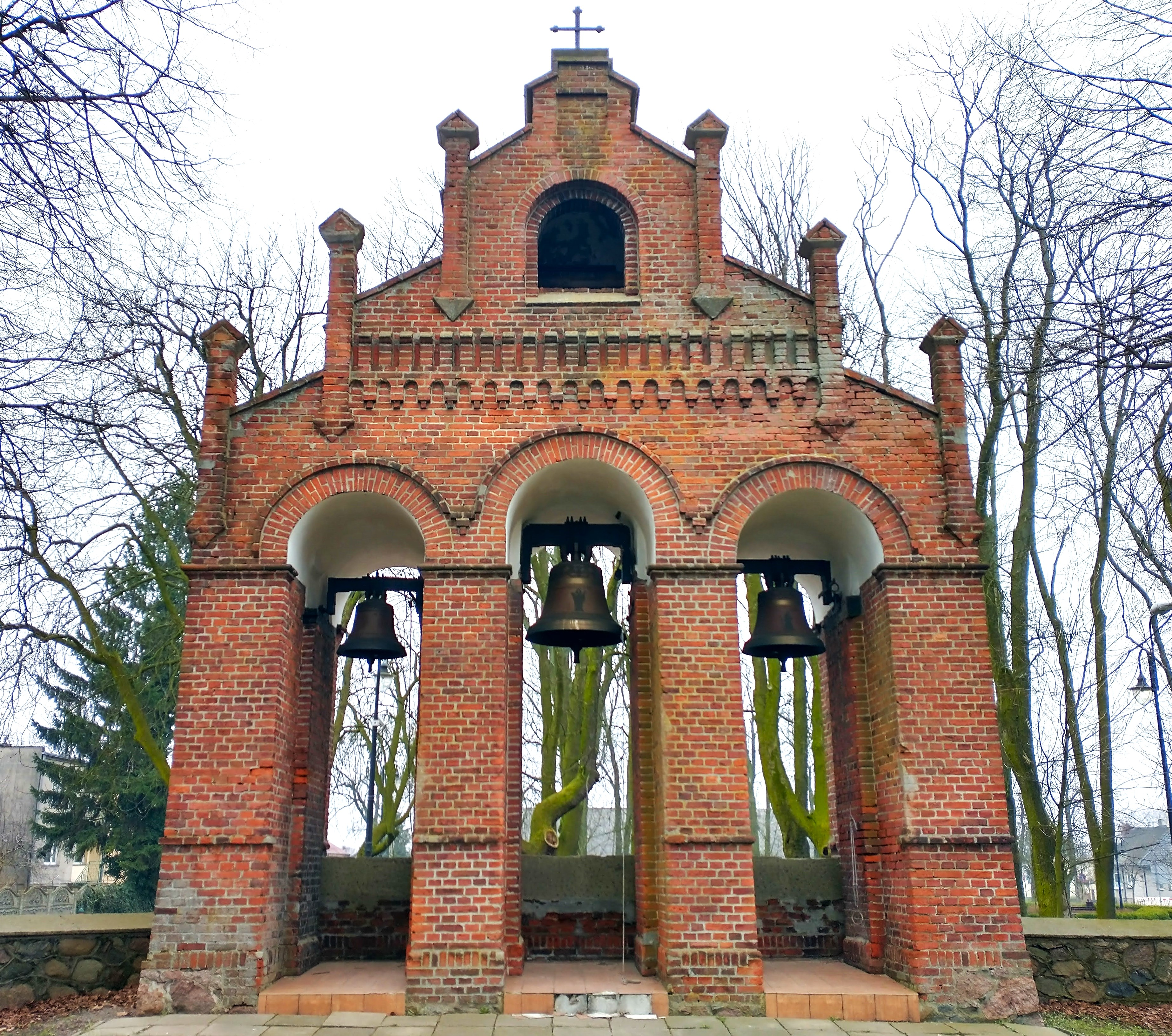
Dzwonnica